# F. L. Wallace
F. L. Wallace, Floyd Wallace néven is alkotott (Rock Island, Rock Island megye, Illinois, 1915. február 16. – Tustin, Orange megye, Kalifornia, 2004. november 26.) amerikai tudományos-fantasztikus író és krimiszerző.

## Élete
Az Iowa Állami Egyetemen és a Kaliforniai Egyetemen tanult, ezután mint mérnök és író tevékenykedett. Csaknem egész életében Kaliforniában élt. Első, Hideaway című elbeszélése az Astounding hasábjain jelent meg. A Galaxy Science Fiction és más lapok közölték további novelláit, például a Student Body, a Delay in Transit, a Bolden's Pets és a Tangle Hold címűeket.
Bűnügyi tárgyú elbeszélései, köztük a Driving Lesson az Ellery Queen's Mystery Magazine tizenkettedik éves novellapályázatán második díjat nyert. Address: Centauri című regényét a Gnome Press jelentette meg 1955-ben. Munkáit számos nyelvre fordították le, novellái mind a mai napig világszerte megjelennek különböző antológiákban.

## Magyarul megjelent művei
- A kísérleti bolygó (novella, Galaktika 38., 1980)
- Világ vége (novella, Galaktika 134., 1991)

## Fordítás
- Ez a szócikk részben vagy egészben  a   F. L. Wallace című angol Wikipédia-szócikk ezen változatának fordításán alapul.  Az eredeti cikk szerkesztőit annak laptörténete sorolja fel. Ez a jelzés csupán a megfogalmazás eredetét és a szerzői jogokat jelzi, nem szolgál a cikkben szereplő információk forrásmegjelöléseként.